# 27 février 1914
Le vendredi 27 février 1914 est le 58e jour de l'année 1914.

## Naissances
- Albert Malbert (mort le 10 août 1972), acteur français
- Winifred Atwell (morte le 28 février 1983), pianiste populaire
- Herbert Hasler (mort le 5 mai 1987), officier britannique des Royal Marines
- Élie Marrel (mort le 19 janvier 2001), prêtre français
- Yvan Audouard (mort le 21 mars 2004), journaliste et écrivain français

## Décès
- Johannes Baptist Katschthaler (né le 29 mai 1832), cardinal autrichien
- Constantin V de Constantinople (né en 1833), patriarche de Constantinople
- John Whitney Barlow (né le 26 juin 1838), militaire de carrière
- Olivier Ordinaire (né le 23 mars 1845), explorateur et diplomate français
- Evan Henry Llewellyn (né le 25 février 1846), militaire et homme politique britannique
- Émile Brousse (né le 25 septembre 1850), avocat et homme politique français
- Paulus Peronius Cato Hoek (né le 16 juin 1851), zoologue hollandais, spécialiste d'ichtyologie

## Autres événements
- Championnat d'Europe de hockey sur glace 1914
- Sortie française du film Le Puits mitoyen
- Sortie française du film Le Chevalier de Maison-Rouge
- Adrian Boult fait ses débuts de chef d'orchestre au West Kirby Public Hall